# Karl Anderson

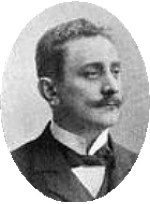
Karl Anderson.

Karl Anderson, född 24 mars 1865 i Stockholm, död 1938, var en svensk guldsmed och hovjuvelerare.

## Biografi
Anderson gick i lära hos guldsmed Lars Larson (1844-1892) i Stockholm med början år 1879. Därefter följde studieresor i Europa för att fånga tidens smak. Han blev sedan prokurist hos L. Larson & Co och när firman gick i konkurs 1892 tog han över verksamheten under sitt eget namn, guldsmedsfirman K. Anderson, Stockholm.
Sina arbeten stämplades k.a. Firman som byggde upp filialer i Göteborg och Malmö övertogs 1917 av C. G. Hallberg, men behöll sitt firmanamn fram till 1975. Bland företagets formgivare märks Ferdinand Boberg, Helge Lindgren och Sylvia Stave.